# Ulver
Ulver je norská hudební skupina.

## Historie

### Black Metal Trilogie
Skupinu založil v roce 1993 v Oslu zpěvák Kristoffer Rygg s několika dalšími hudebníky. V listopadu téhož roku vydali Ulver svou první black metalovou nahrávku - demo Vargnatt. V té době také odehráli pár svých prvních neoficiálních koncertů. Jejich první album Bergtatt odstartovalo éru známou jako Trilogii Black Metalu. Bylo vydáno pod labelem Head Not Found a setkalo se s pozitivní kritikou dokonalého spojení black metalu, drsných vokálů, agresivních kytar a folkovými akustickými pasážemi. Bylo chváleno pro svou jedinečnou atmosféru a popisováno jako tajemné a melancholické. Jejich druhé album, Kveldssanger opustilo od black metalových prvků a neslo lidový styl. Vokály zde byly orchestrální a čisté a kytary akustické. Album bylo chváleno pro svou atmosféru - pocit tiché a tajuplné samoty. Třetí album, Nattens Madrigal, vydané v březnu 1997 bylo však čistě black metalové. Album bylo popsáno jako surové a ponuré. Metal Injection dospěla k závěru, že "Kveldssanger neměl žádné elektrické nástroje, Nattens madrigal neměl akustické nástroje, ale Bergtatt má jak akustické a elektrické nástroje, je to, jako by byl Bergtatt sestříhaný do dvou samostatných alb".

### Blake Album
Po roce 1997 ze skupiny odešlo mnoho členů a tak si v roce 1998 Garm pozval do skupiny Torea Ylwizakera, za účelem rozšíření skupiny, se kterým vytvořil dvojalbum Themes from William Blake's The Marriage of Heaven and Hell. Jde o zhudebnění sbírky básní Manželství nebe a pekla sepsané anglickým básníkem Williamem Blakem. Rygg založil své vlastní hudební nakladatelství Jester Records, pod kterým album také vydal. Album je směsí ambientu, elektroniky, progresivního metalu a industrial prvků. Americký režisér Harmony Korine se vyjádřil o tomto albu slovy: "Je zde viditelná spojitost mezi skladatelem jako byl Wagner, ke skupině jako je Ulver". Nicméně, album je odsuzováno a kritizováno mnoha fanoušky, jelikož je to jakýsi mezník a odstup od black metalové scény k novému směru.

### Elektronická éra a soundtracky
Po Blake albu ze skupiny odešli všichni ostatní členové a zůstali jen Kris a Tore. V září 1999 vydali EP s názvem Metamorphosis, které opět neslo elektronický zvuk. V roce 2000 do skupiny vstoupil Jørn H. Sværen a skupina vydala páté album - Perdition City. Ulver v té době zkoušeli různé žánry. V roce 2001 navázali na Perdition City dvěma EP Silence Teaches You How To Sing a Silencing the Singing.
V roce 2002 vstoupily do světa filmových soundtracků a vytvořili album Lyckantropen Themes, které bylo použito pro krátký švédský film režiséra Steva Ericssona Lyckantropen. V roce 2003 vytvořili soundtrack Svidd neger pro film Černý Laponec a soundtrack Uno pro film Špatně rozdané karty.

### Druhá dekáda
V roce 2003 vydala skupina další EP - A Quick Fix of Melancholy. Má stejně jako Metamorphosis pouze 4 písně. Jedna z nich, Eitttlane je remix písně Nattleite z alba Kveldssanger. EP bylo v podstatě teaser pro nadcházející album s názvem Blood Inside, vydané v červnu 2005 společně s klipem pro skladbu "It Is Not a Sound". Album mixuje avantgardní hudbu a experimentální rock a v jednotlivých písních se objevují prvky jazzu, klasické hudby, industrialu a elektronické hudby.
Jejich další album, Shadows of the Sun vyšlo v říjnu 2007. Oproti předchozím nahrávkám je zcela jiné, působí tichým, klidným a relaxačním dojmem. Píseň "Solitude" je coververzí stejnojmenné písně Black Sabbath.

### Změny
Roku 2009 Ulver oznámili příchod nového člena do skupiny. Stal se jím britský hudebník Daniel O'Sullivan. V té době Ulver začali poprvé po patnácti letech hrát živě. V dubnu 2011 jakožto kvarteto vydali první společné album, celkově však osmé - Wars of the Roses, obsahující 7 písní, z nichž jeden singl February MMX, který vyšel již rok před samotným albem. V listopadu 2011 byli pozváni, aby hráli v budově Norské národní opery a baletu, kde natočili záznam z koncertu, který je dostupný na Blu-Ray a DVD. Jejich deváté album, Childhood's End, je cover album písní z pozdních 60. let od skupin jako např. The Troggs, Pretty Things, Electric Prunes apod. Koncem roku 2012 také vyšlo vedlejší album Live at Roadburn, sestavené z živého vystoupení s těmito cover písněmi.

### Ambientní éra a současnost
Jejich desáté album, Messe I.X - VI.X, se dá zařadit do žánru moderní klasické hudby a dark ambientu. S tímto albem skupině pomáhal Tromsø komorní orchestr. Vokály se zde objevují pouze na dvou skladbách. Roku 2014 vydali společné album se skupinou Sunn O))) s názvem Terrestrials.
22. ledna 2016 Ulver vydají album ATGCLVLSSCAP, které bude obsahovat pár remixů z jejich rané tvorby. Garm uvedl, že se bude jednat o dvojalbum, bude na něm přes 80 minut materiálu a z toho 2/3 které, jsme nikdy předtím ještě neslyšeli. Album vyjde pod labelem House of Mythology.

## Diskografie

### Studiová alba
- Bergtatt - Et eeventyr i 5 capitler (1995)
- Kveldssanger (1996)
- Nattens madrigal - Aatte hymne til ulven i manden (1997)
- Themes from William Blake's The Marriage of Heaven and Hell (1998)
- Perdition City (2000)
- Blood Inside (2005)
- Shadows of the Sun (2007)
- Wars of the Roses (2011)
- Childhood's End (cover album rockových písní pozdních 60. let) (2012)
- Messe I.X - VI.X (2013)
- Terrestrials (společně se skupinou Sunn O)))) (2014)
- ATGCLVLSSCAP (2016)
- The Assassination of Julius Caesar (2017)
- Drone Activity (2019)
- Flowers of Evil (2020)
- Scary Muzak (2021)
- Liminal Animals (2024)

### EP, soundtracky, kompilace
- Metamorphosis (1999)
- Silence Teaches You How to Sing (2000)
- Silencing the Singing (2001)
- Teachings in Silence EP (kompilace dvou Silence alb) (2002)
- Lyckantropen Themes (2002)
- 1993–2003: 1st Decade in the Machines (2003)
- A Quick Fix of Melancholy EP (2003)
- Svidd Neger soundtrack (2003)
- Roadburn EP (2012)
- Oddities & Rarities (2012)
- Sic Transit Gloria Mundi (2017)

### Fanouškovské alba, remixy
- 1993–2003: 1st Decade in the Machines (2003)
- My Own Wolf: A New Approach tribute album (2007)

### Ostatní
- Rehearsal demo - záznam ze zkoušek z nahrávání (1993)
- Vargnatt demo (1994)
- split EP se skupinou Mysticum (1994)

### Příspěvky a hostování
- Feuersturm – Century Media Records kompilace (1997) – "Soelen gaaer bag aase need"
- Souvenirs from Hell – kompilace (1997) – "Synen"
- Ablaze Compilation – Ablaze Magazine kompilace (1998) – "Hymn VIII"
- Lords of Chaos: The History of the Occult – Lords of Chaos kompilace (2002)
- Frog Remixed and Revisited – Merzbow remix ckompilace (2003) – "Denki No Numa (Frog Voice mix)"
- The Lotus Eaters – Dead Can Dance tribut kompilace (2004) – "In the Kingdom of the Blind the One-Eyed Are Kings"
- Uno – soundtrack (2004) – "Uno", "Avhør", "Brødre", "Brødre Rev.", "Flukt", "Gravferd", "David til ulvene"
- Salto, salmiakk og kaffe – soundtrack (2004) – nevydáno
- Gods of Thunder – Kiss tribut kompilace (2005) – "Strange Ways"
- Sunn O))) – WHITEbox (2006) – "CUTWOODeD"
- Shockadelica – Prince tribut kompilace (2008) – "Thieves in the Temple" (feat. Siri Stranger)
- Agony & Irony - Alkaline Trio (2008) - smyčky, programování, vokály na "Lost & Rendered" and "In My Stomach"
- Pay For It (Single) – Mindless Self Indulgence - "Pay For It [RMX]"
- Genghis Tron - Board Up The House Remixes Volume 3 - "I Won't Come Back Alive" (Ulver remix)

## Členové

### Současní členové
- Kristoffer Rygg (přezdívaný Garm/Trickster G.) (1993 - dosud) - vokály, dodatečné programování
- Jørn H. Sværen (2000 - dosud) - různě
- Daniel O'Sullivan (2009 - dosud) - kytary, klávesy

### Dřívější členové
- Tore Ylwizaker (1998 - 2024) - programování, klávesy, zemřel (spáchal sebevraždu) 16.srpna, 2024[1]  ,
- Grellmund – kytara na Vargnatt (spáchal sebevraždu) 31. prosince 1997
- A. Reza – kytara na Vargnatt
- Robin – basová kytara na Vargnatt
- Carl-Michael Eide (aka Aggressor; Czral; Exhurtum) – bicí na Vargnatt, hostováni bicí na Blood Inside
- Håvard Jørgensen – kytara (Vargnatt through Themes…), sezónní kytarista (Metamorphosis, Perdition City a Blood Inside)
- Hugh Steven James Mingay (aka Skoll) – basová kytara (Bergtatt through Themes…)
- Erik Olivier Lancelot (aka AiwarikiaR) – bicí, flétna (Bergtatt po Themes…)
- Torbjørn Pedersen (aka Aismal; Tykje) – kytara (Bergtatt through Nattens Madrigal)
- Knut Magne Valle – kytara na Themes…)

## Podobné kapely
- Coil
- Arcturus – jiný projekt členů Ulver Garma a Skolla.
- Borknagar
- Ved Buens Ende – vedlejší projekt Skolla a Carla-Michaela Eideho.
- Head Control System – duo Garma a Portugalského metalového hudebníka Daniela Cardosa.